# Federación de Mocedades Galeguistas
La Federación de Mocedades Galeguistas (FMG, Federación de Juventudes Galleguistas) fue la organización juvenil del Partido Galeguista, que se constituyó en enero de 1934, agrupando las diferentes juventudes galleguistas locales que se habían formado desde 1932. Contaba con alrededor de 1000 afiliados, tenía como órgano de expresión Guieiro (Guía), y entre sus dirigentes estuvieron Xaime Illa Couto, Celso Emilio Ferreiro, Xosé Velo o Ramón Piñeiro.
Dentro de la FMG el independentismo contó con mucha más aceptación que entre el propio Partido Galeguista.
- Datos: Q3398241